# Norma Editorial
Norma Editorial és una editorial de còmics catalana fundada per Rafa Martínez el 1977. La seva seu s'ubica al Passeig de Sant Joan de Barcelona.
Des de 1983, Norma disposa també d'una llibreria ubicada al costat de l'editorial. La seva inauguració va suposar el naixement de l'anomenat triangle friqui de Barcelona, format per tot un conjunt de comerços especialitzats en cultura popular com còmics i manga, jocs de taula, rol, marxandatge o literatura de gènere. El 2018 la llibreria va obtenir un premi Eisner a la millor llibreria internacional. L'obtenció d'aquest guardó va coincidir amb el 35è aniversari de la llibreria.
Norma disposa addicionalment d'una distribuïdora pròpia i d'una cadena de botigues de venda al públic tant d'obres pròpies com pertanyents a altres editorials. També, ha fet una incursió en el món de l'animació en col·laboració amb l'empresa Cromosoma, amb la sèrie Tom, dibuixada originalment per Daniel Torres, un autor històricament molt vinculat a l'editorial.

## Trajectòria

### Orígens
Quan Rafa Martínez crea  Norma Editorial el 1977, no ho fa com a editorial sinó com a agència. Norma neix en un context polític marcat per la transició, la incipient llibertat de premsa que deixava enrere a la llarga censura del règim dictatorial franquista i l'auge de l'anomenat "destape". És una època en la qual els quioscs s'emplenen de revistes eròtiques com Inverviú, Playboy, Emmanuelle o Penthouse. En aquest context, Norma inicia la seva activitat com a representat fotogràfica per a aquest gènere de revistes. Paral·lelament, actua també com a agència de còmics que representa a il·lustradors i autors de còmic, promovent portades per a novel·les, pel·lícules i pàgines d'humor.
No és fins a partir del 1981, que Norma comença a centrar la seva activitat en l'edició. No obstant això, sense acabar d'abandonar l'activitat d'agència. Entre els autors històricament representants per Norma destaquen Victoria Francés, Vicente Segrelles, Koveck, Miguelanxo Prado, Daniel Torres o Luis Royo.
També és a partir de 1981 que Norma comença a publicar les revistes de còmic Cimoc i Hunter, a les quals s'hi afegeixen Cairo, Sargento Kirk i Humor a tope. Totes elles són dirigides per Joan Navarro, que acaba d'estrenar la llibreria de còmics Continuarà. No obstant això, el 1984 Navarro n'abandona la direcció per crear el seu propi segell.
La revista Cimoc, Martínez la recupera de les editorials San Román i Riego Ediciones, amb les quals havia tingut relacions comercials com a agent. No obstant, degut a problemes amb els pagaments, Martínez va preferir trencar-hi les relacions comercials i passar a editar-la ell mateix mitjançant Norma, fet que li és possible perquè la revista ha estat registrada amb el seu nom. Cimoc començà així una nova etapa, partint del número 1 i sota el segell de Norma. També Hunter hav estat publicada prèviament per Riego Ediciones i és traspassada a Norma, en aquesta ocasió sense tanta sort com Cimoc, ja que tanca després de només 12 números. Els seus continguts passen a ser publicats a la revista Sargento Kirk, que deu el seu nom a la sèrie homònima d'Hugo Pratt, que és una de les sèries més populars publicades per la revista.
Cimoc (1980-1995), dedicada al còmic de ciència-ficció europeu, i Cairo (1981-1991), abanderada de la línia clara i còmic francobelga, són de les revistes més emblemàtiques, longeves i ensígnies de l'anomenat boom del còmic dels anys 1980. Les dues aposten fortament per la publicació d'autors autòctons, entrant en certa competència amb Josep Toutain, que aleshores publica revistes com 1984.
Entre els autors autòctons publicats per Norma durant aquesta època destaquen Enrique Sánchez Abulí, Alfonso Azpiri, Josep Maria Beroy, Alfonso Font, Antoni Garcés, Miguelanxo Prado, Vicente Segrelles, Rubio, Daniel Torres o Sento. Pel que fa al còmic Europeu, destaquen Enki Bilal, François Bourgeon, Vittorio Giardino, Jean Van Hamme, Alejandro Jodorowsky, Milo Manara, Moebius, Hugo Pratt, Grzegorz Rosinski o Jacques Tardi.
Algunes sagues d'aquests autors són publicades addicionalment en col·leccions com Álbumes Cairo, B/N, Cimoc Extra Color, El Muro i Pandora.

### Nous rumbs
Els anys 1990, Norma comença a editar còmics d'autors nord-americans, destacant per damunt de tot l'obra de Will Eisner, a la qual s'hi afegeixen autors de renom com John Byrne, Neil Gaiman, Frank Miller, P. Craig Russell, Mike Mignola o Alan Moore. L'editorial publica així populars sèries com Sin City o Hellboy.
D'altra banda, Norma es suma també a l'interès creixent pel manga i comença a publicar les obres d'autors japonesos, com Kia Asamiya, CLAMP, Kosuke Fujishima, Haruhiko Mikimoto, Katsuhiro Otomo, Hiromu Arakawa, Yoshiyuki Sadamoto i Masamune Shirow. Norma, a més, esdevé la primera editorial a Espanya en publicar manga respectant el seu sentit original de la lectura: de dreta a esquerra.
A mitjans dels anys 1990 inicia una estreta col·laboració amb l'editorial independent estatunidenca Dark Horse, i a finals de la dècada s'incorporen al seu catàleg sèries de superherois de DC Comics i la col·leccó Vertigo.
A partir del 2020, Norma col·labora amb el diari Ara i publica les millors obres del Premi Ara de còmic en català.
El juny de l'any 2022, Norma Editorial va anunciar una línia exclusiva de mangues en català amb grans èxits com Tokyo Revengers, Chainsaw Man, Jujutsu Kaisen: la guerra màgica i Els Guardians de la Nit que es publicarien el mateix any. Les seves edicions serien iguals que la castellana amb els mateixos extres. També Norma va crear xarxes socials específiques per a aquesta línia a Twitter, Instagram i TikTok. Això va marcar els inicis de l'editorial amb el còmic asiàtic respecte al català, atès que abans només havia editat còmic occidental en aquesta llengua. Al Saló del Manga de Barcelona de 2022, l'editorial va anunciar que publicaria els mangues d'Evangelion (edició col·leccionista) i Sayonara Eri en català.